# Jean-Marie-Joseph Tiart
Jean-Marie-Joseph Tiart, francoski general, * 1885, † 1949.